# Il Grinch (film 2000)
Il Grinch (Dr. Seuss' How the Grinch Stole Christmas) è un film del 2000 diretto da Ron Howard. Il film è basato dall'omonimo libro del Dr. Seuss ed è interpretato da Jim Carrey nel ruolo del Grinch, con Jeffrey Tambor, Christine Baranski, Molly Shannon, Bill Irwin e Taylor Momsen in ruoli secondari.
È il secondo adattamento del libro dopo lo special televisivo Come il Grinch rubò il Natale e il primo film del Dr. Seuss ad essere trasposto in un lungometraggio.
Prodotto da Imagine Entertainment, Il Grinch è stato distribuito dalla Universal Pictures negli Stati Uniti il 17 novembre 2000, mentre in Italia è uscito il 7 dicembre. Il film ricevette recensioni contrastanti da parte della critica, con elogi per l'interpretazione di Carrey e gli effetti speciali, mentre il suo umorismo nero e il tono furono criticati. Ha incassato 345,8 milioni di $ in tutto il mondo, diventando così il sesto film di maggior incasso del 2000. All'epoca, divenne anche il secondo film natalizio con il maggior incasso di tutti i tempi, dietro Mamma, ho perso l'aereo (1990), fino a quando entrambi i film sono stati superati nel 2018 dal terzo adattamento cinematografico della storia. Ha vinto l'Oscar al miglior trucco, oltre a ricevere nomination per la migliore scenografia e i migliori costumi. Il film è dedicato all'attrice, madre del regista, Jean Speegle Howard, morta qualche giorno prima dell'uscita nelle sale.

## Trama
In un fiocco di neve viene scoperto il paese di Chinonsò, abitato dai Nonsochì, dove sono in corso i preparativi per Natale, considerata da tutti i cittadini la festa più importante dell'anno. L’unica voce fuori dal coro è quella del Grinch, un essere misantropo verde e peloso che odia profondamente il Natale e vive insieme al cane Max in una grotta sul vicino Monte Briciolaio, temuto da tutti i Nonsochì a causa del suo spirito meschino. Cindy Chi Lou, una bambina di sei anni, crede che tutti si concentrino sui doni e sui festeggiamenti invece che sulle relazioni personali, compresi i suoi genitori Lou, direttore delle poste, e la madre Betty. Dopo aver spaventato i fratelli di Cindy e le loro ragazze, che erano andati a giocare sul monte, il Grinch decide di scendere a Chinonsò per fare dispetti. Cindy incontra il Grinch all'ufficio postale, mentre lui gioca con la posta scambiando tutto, dove lui le salva la vita dopo essere rimasta bloccata nel condotto di smistamento. Impressionata dal gesto, Cindy inizia a fare ricerche sul Grinch e in seguito scopre il suo passato.
Come tutti i bambini di Chinonsò, il Grinch arrivò trasportato dal vento quando era ancora in fasce e fu adottato da due sorelle anziane. Era un bambino già avverso al Natale, ma timido e non così cattivo come sarebbe diventato in seguito. A scuola, il Grinch era attratto da Martha May Chivier, una ragazza della sua classe che ricambiava i suoi sentimenti. Accecato dalla gelosia, un suo compagno di classe, Augustus, iniziò a prenderlo in giro per i suoi peli. A Natale, il piccolo Grinch fece un angelo di Natale con scarti metallici e gioielli come regalo per Martha, ma, a causa di un maldestro tentativo di farsi la barba, si presentò a scuola col volto sfregiato, venendo per questo deriso da Augustus e gli altri compagni di classe, tranne Martha. Tutto questo non fece altro che fargli perdere la pazienza, dichiarare il suo odio per il Natale e fuggire al Monte Briciolaio, dove da allora vive in solitudine.
Dispiaciuta per la sua condizione, Cindy lo nomina "mastro allegro" delle feste a Chinonsò, oltraggiando Augustus, ora sindaco della città. Questi si oppone ai progetti della bambina, ma gli altri Nonsochì, ispirati dall'altruismo di Cindy, la sostengono. La bambina si presenta così a casa del Grinch per invitarlo alla celebrazione per convincerlo a perdonare quanto accadde in passato e tornare a essere felice come un tempo: dopo aver sentito che ci sarebbero stati un premio e la presenza di Martha, alla fine, pur di rivedere la ragazza che ha sempre amato, accetta l’invito e scende al paese. Il Grinch viene ben accolto dai Nonsochì, partecipa a diversi eventi e inizia a divertirsi e sembra finalmente disposto a perdonare il passato fino a quando, al momento di scambiarsi i regali di Natale, Augustus gli regala un rasoio elettrico, ricordandogli l'umiliazione della sua infanzia, e lo ferisce ancora di più quando si dichiara pubblicamente a Martha, regalandole uno sgargiante anello di fidanzamento e una nuova automobile; tutto ciò finisce per mandare in fumo gli sforzi di Cindy di far tornare il Grinch felice. Infuriato, il Grinch rimprovera i Nonsochì per il loro materialismo dicendogli che il Natale, per loro, riguarda solo i regali, che alla fine finiranno per gettare nella spazzatura, la quale viene scaricata sul Monte Briciolaio vicino a casa sua. Decide poi di vendicarsi rasando il sindaco, distruggendo l'albero di Natale in piazza e portando scompiglio in città. Scopre, però, che la sua vendetta non ha funzionato dopo che i cittadini prendono un albero di riserva e tornano a festeggiare, e si ritira con rabbia a casa, mentre Cindy rimane abbattuta da ciò che è successo.
Giunta la notte di Natale, il Grinch giura di schiacciare lo spirito natalizio dei Nonsochì e, dopo aver avuto un'ispirazione da Max, decide di rubare tutti i loro regali e decorazioni mentre dormono. Vestito come Babbo Natale, costruisce una slitta motorizzata e si reca a Chinonsò insieme al cane Max (travestito da renna) dopo il giro di doni del vero Babbo Natale. La prima casa in cui entra è quella di Cindy: quando lei lo sorprende a rubare il loro albero, lui le mente fingendosi Babbo Natale per permettergli di scappare. Il Grinch continua a rubare per infilare tutto il bottino in un gigantesco sacco, per poi portarlo al Monte Briciolaio. Il mattino dopo, i Nonsochì scoprono con tristezza cosa è accaduto e Augustus incolpa Cindy di aver rovinato il Natale per aver voluto invitare il Grinch. Tuttavia, suo padre Lou viene in difesa di sua figlia spiegando al sindaco e a tutti gli altri che ha finalmente capito cosa Cindy ha cercato di dire all'intera città: il Natale è principalmente stare insieme ai propri cari e volersi bene, non solo regali e decorazioni fantasiose. I Nonsochì sono d'accordo con Lou e insieme intonano un canto natalizio intorno all'albero.
Prima che il Grinch possa buttare il sacco dei doni rubati dalla cima del Monte Briciolaio, sente i Nonsochì cantare e capisce con rabbia che il suo piano di rovinare il Natale è fallito, ma poi, dopo averci pensato, finalmente realizza il vero significato del Natale, facendo sì che il suo cuore piccolo e rinsecchito cresca di tre taglie e che lui scoppi in lacrime, facendolo ritornare buono. Nel frattempo la slitta è sull'orlo della montagna e minaccia di scivolare e cadere insieme ai regali. Il Grinch tenta disperatamente di impedirlo, ma la slitta è troppo pesante; dopo aver visto che insieme ai regali c'è anche Cindy, che era venuta a trascorrere il Natale con lui, acquista la forza per sollevare la slitta carica e portare Cindy in salvo, e insieme scendono dalla montagna per restituire tutto.
Arrivato a Chinonsò, il Grinch si dichiara dispiaciuto per tutto quello che ha fatto prima di consegnarsi alla polizia, che accetta le sue scuse e nega la richiesta del sindaco di arrestarlo. Martha rifiuta persino la sua proposta di matrimonio e gli restituisce l'anello di fidanzamento, dichiarando che il suo cuore appartiene al Grinch. In seguito, il redento Grinch si unisce alla festa dei Nonsochì e li invita ad un pranzo di Natale nella sua grotta.

## Personaggi
- Il Grinch: il protagonista del film. È una creatura dal pelo verde e con un cuore due volte più piccolo del normale che disprezza il Natale e i Nonsochi. Nella storia delle sue origini, viene rivelato che ha iniziato a odiare il Natale dopo che i suoi compagni di classe lo hanno deriso per aver cercato di radersi. Da allora vive come un eremita al Monte Briciolaio, in una caverna arredata con i vari mobili e macchinari che ricicla o preleva dall'immondezzaio vicino. Dopo la crudele umiliazione subita a scuola, è diventato molto burbero, irascibile, egoista, subdolo e misantropo, facendo scherzi dannosi ai cittadini di Chinonso come sfogo per vendicarsi. Nonostante i suoi difetti, è alquanto insicuro poiché vede se stesso nient'altro che come un mostro da odiare a causa del suo aspetto e della sua natura, e ha salvato Cindy da una morte certa al primo incontro, suggerendo l'idea di essere intimamente buono, burlone e con un grande senso dell'umorismo che spesso si abbina ad un pizzico di follia. Ha capacità fuori dal comune: forza, resistenza, riflessi e agilità sovrumane e può mangiare cibi tutt'altro che commestibili (bottiglie di vetro, frutti andati a male, eccetera). È incredibilmente intelligente, furbo e creativo, nonché un geniale inventore (la sua tromba decorata da angelo per Martha, i macchinari piazzati nella sua caverna e la sua slitta a motore per volare sono le prove lampanti). Alla fine capisce il vero significato del Natale e ridiventa buono, per poi decidere di restituire i regali rubati e unirsi alla comunità di Chinonsò nei festeggiamenti.
- Max: è il cane del Grinch, nonché suo animale domestico e unico "amico" per quasi tutto il film. È molto buono, innocente, fedele e amante delle feste, anche se il suo padrone lo maltratta in più di un'occasione. Quando il Grinch decide di rubare i regali agli abitanti di Chinonso, Max diventa la sua "renna" personale con un corno legato alla sua testa con del filo rosso. Alla fine, il suo affetto per il Grinch viene ricambiato e prende parte anche al pranzo di Natale, con tanto di posto a tavola insieme a lui e al resto della popolazione.
- Cindy Chi Lou (Cindy Lou Who): la bambina che stringerà una profonda amicizia col Grinch, convincendolo a festeggiare il Natale e facendolo tornare buono. È una bambina molto dolce, sensibile, gentile, altruista, sentimentale e capace di guardare oltre le apparenze. Più di una volta non si spaventa di fronte al Grinch, anche se lui fa il possibile per allontanarla. Non crede che il Natale sia caratterizzato dai doni e dalle decorazioni, ma dalla bontà d'animo e dall'amore che le persone manifestano. È la prima bambina (dopo Martha May da piccola) che si affeziona al protagonista, vedendolo come un essere infelice e incompreso dagli altri, e a diventare sua cara amica. Vive con il padre, la madre e i due fratelli maggiori.
- Martha May Whovier: è il secondo personaggio femminile più importante della storia, una ex-compagna di scuola del Grinch, di cui è segretamente innamorata. È stata l'unica della classe a non deriderlo (comprendendo che gli altri sono stati molto cattivi con lui) e a piangere per lui quando trova una tromba decorata da angelo, regalo del Grinch destinato a lei. Diventata adulta, è riconosciuta per la sua originalità, la sua delicatezza e il suo fidanzamento col sindaco. Alla fine rifiuta la proposta di matrimonio di Augustus e ammette, anche a se stessa, che il suo cuore appartiene al Grinch, con cui finalmente si fidanza.
- Augustus Sindachì (Augustus Maywho): è il vero antagonista principale del film. È il sindaco arrogante e giudicante di Chinonsò. Si scopre che era un bullo della scuola che ha preso di mira il giovane Grinch per il suo viso rasato, che è ciò che ha motivato il Grinch a odiare il Natale in primo luogo. Il Grinch si vendica di lui tagliandogli i capelli con un rasoio elettrico e legando il suo letto all'auto dello Sceriffo, per metterlo in ridicolo. Alla fine non è ricambiato dell'amore di Martha e perdona il Grinch, essendosi pentito delle sue cattive azioni.

## Produzione
Il film è stato girato tra settembre 1999 e gennaio 2000. 

### Soggetto
Prima della sua morte nel 1991, il Dr. Seuss aveva rifiutato le offerte di vendere i diritti cinematografici dei suoi libri. Tuttavia, la sua vedova Audrey Geisel accettò diversi accordi di merchandising, comprese linee di abbigliamento, accessori e CD. A quel tempo Ron Howard, nonostante fosse un fan accanito dello special animato del Grinch, non espresse interesse per il libro, ma il produttore del film Brian Grazer lo convinse a recarsi alla residenza di Geisel per un incontro. Mentre in seguito studiava il libro, Howard si interessò al personaggio di Cindy Chi Lou e lanciò l'idea in cui la bambina avrebbe avuto un ruolo più ampio, oltre a una rappresentazione materialistica dei Chi e un retroscena espanso del Grinch. Quindi il 16 settembre 1998, venne annunciato che Ron Howard avrebbe diretto e co-prodotto un adattamento live-action del libro con Jim Carrey come protagonista.

### Interpreti
- Jack Nicholson, Robin Williams, Dustin Hoffman[5], Tom Hanks e Eddie Murphy[7] furono brevemente considerati per la parte principale.
- Jim Carrey dovette sottoporsi a circa nove ore di trucco la prima volta che impersonò il Grinch, ridotte poi a due ore e mezza al giorno per il resto delle riprese grazie alla pratica della troupe: per abituarlo a quella routine snervante, la produzione ingaggiò un esperto di torture della CIA per insegnargli a rilassarsi. Lo stesso Ron Howard, come gesto di solidarietà verso Carrey e il cast per la loro pazienza, un giorno si fece truccare a sorpresa come il Grinch e passò il resto della giornata a dirigere il film col trucco addosso.
- Questo è stato l'ultimo ruolo cinematografico di Josh Ryan Evans, interprete del Grinch a 8 anni, prima di morire[8].
- La famiglia di Ron Howard appare nel film in brevi camei. Ci sono il padre, la figlia, la moglie e lui stesso.
- Anthony Hopkins, voce narrante della pellicola, registrò tutta la sua parte in un solo giorno.
- Molti artisti del Cirque du Soleil vennero utilizzati per le acrobazie e le prove di equilibrismo del film.

### Trucco ed effetti speciali
- Il veterano Rick Baker venne assunto per disegnare e creare il trucco prostetico del film per Carrey e il resto del cast. In tutto servirono oltre mille ore di lavoro per applicare il trucco agli attori.

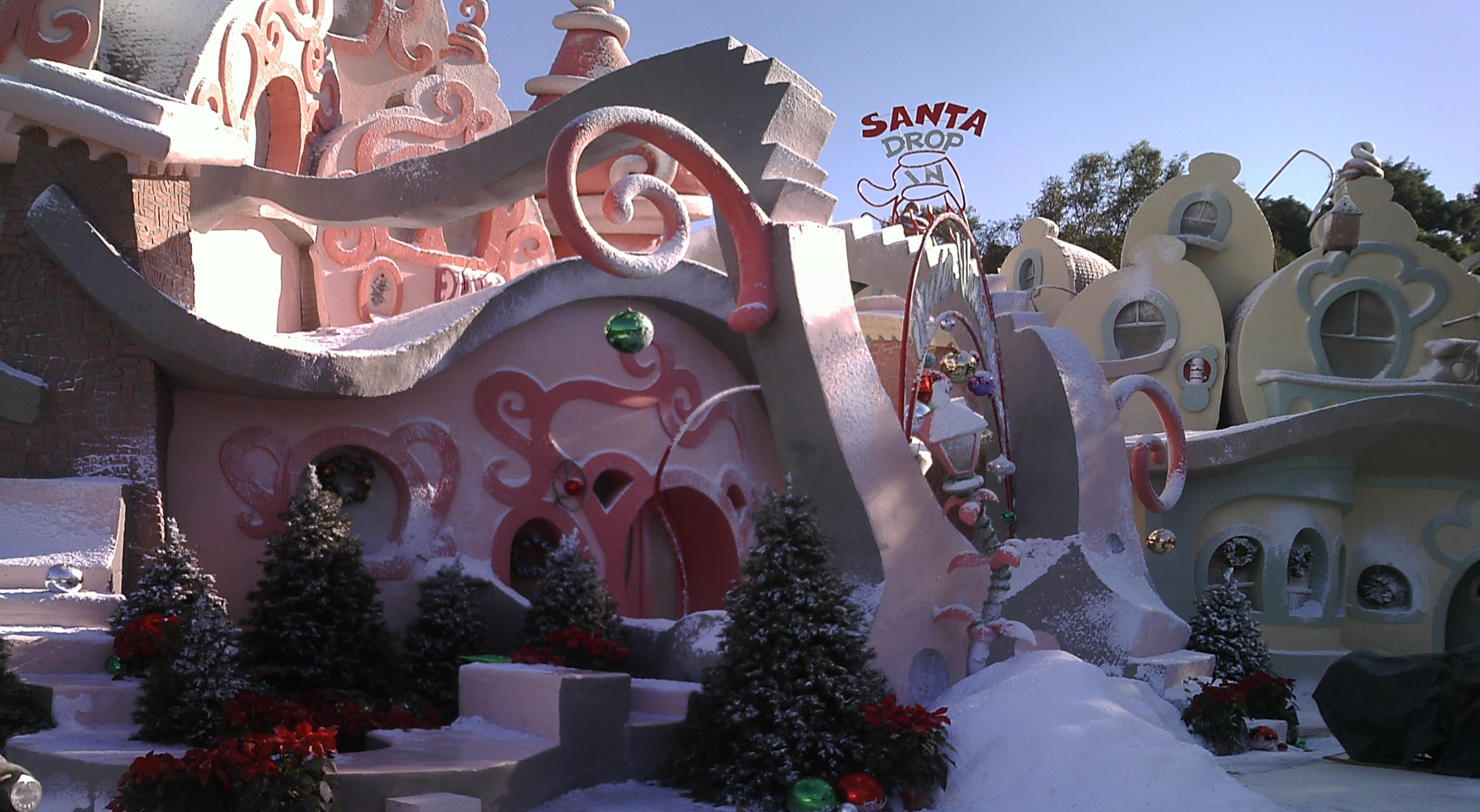
Riproduzione della città di Chinonsò, attrazione dello Studio Tour, presso gli Universal Studios Hollywood.

- Durante le riprese Jim Carrey provò ad indossare delle lenti a contatto gialle, ma erano così scomode che dovette togliersele. Così i suoi occhi vennero colorati in post-produzione.
- Il costume da Grinch di Jim Carrey era una tuta in tessuto spandex ricoperta di peli di yak, che erano stati tinti di verde e cuciti uno ad uno sulla tuta.

### Scenografie
Gli scenografi hanno usato influenze medievali, marocchine e islamiche come riferimenti architettonici per la città di Chinonsò, e furono utilizzati circa 600 effetti visivi per il film.

## Accoglienza

### Incassi
Il Grinch è stato un successo al botteghino: ha incassato 260 milioni di $ a livello nazionale e 85,1 milioni di $ in altri territori per un incasso mondiale di 345,1 milioni di $, diventando il sesto film con il maggior incasso del 2000.
Negli Stati Uniti, ha aperto al primo posto il giorno dell'inaugurazione, guadagnando 15,6 milioni di $, con un fine settimana lordo di 55,0 milioni di $, per una media di 17615 $ da 3127 sale. Alla sua uscita, il film ha avuto il sesto weekend di apertura di tre giorni più alto di qualsiasi film, dietro Toy Story 2, X-Men, Mission: Impossible 2, Star Wars: Episodio I - La minaccia fantasma e Il mondo perduto - Jurassic Park. Inoltre, il film ha superato Batman Forever per avere il più grande weekend di apertura per un film di Jim Carrey. È stato il primo film non Disney a vincere il botteghino del weekend del Ringraziamento dai tempi di Mrs. Doubtfire nel 1993. Il film ha detenuto il record per il weekend di apertura più alto per un film a tema natalizio per 18 anni fino alla versione cinematografica del 2018, che lo ha superato con 67,6 milioni di $. Nel suo secondo fine settimana, il film ha incassato 52,1 milioni di $, stabilendo un nuovo record per il secondo fine settimana con il maggior incasso per qualsiasi film in quel momento. Il film è rimasto in cima al botteghino per quattro fine settimana fino a quando non è stato superato da What Women Want a metà dicembre. Il film ha concluso la sua corsa il 1 marzo 2001, con un incasso nazionale finale di 260044825 $. Box Office Mojo stima che il film abbia venduto oltre 48,1 milioni di biglietti in Nord America.

### Critica
Su Rotten Tomatoes, Il Grinch detiene un indice di gradimento del 49% sulla base di 142 recensioni e una valutazione media di 5,6/10. Il consenso critico del sito web recita: "Jim Carrey brilla come il Grinch. Sfortunatamente, non è abbastanza per salvare questo film. Faresti meglio a guardare il cartone animato per la TV". Su Metacritic, il film ha un punteggio medio ponderato di 46 su 100 basato su 29 critici, indicando "recensioni contrastanti o nella media".
Il critico Roger Ebert ha assegnato al film due stelle su quattro, definendolo "un film umido, inquietante e strano su una creatura acida" e ha detto: "Dovrebbe esserci... una scenografia più allegra e un aspetto generale più luminoso... È solo che non è molto divertente". Ebert ha osservato che Carrey "lavora tanto quanto un attore ha mai lavorato in un film, con scarso vantaggio". Tuttavia, ha deciso che "gli adulti possono apprezzare la straordinaria performance di Carrey in modo intellettuale e dargli punti per quello che ovviamente è stato uno sforzo supremo".
Paul Clinton della CNN ha dichiarato che Carrey "è nato per interpretare questo ruolo" e ha osservato che "Carrey porta quasi tutte le scene. In effetti, se non è nella scena, non c'è scena". Owen Gleiberman di Entertainment Weekly ha iniziato la sua recensione del film analizzando la "personalità maliziosamente divisa" del Grinch e ha riassunto Carrey nei panni di "un elitario sciatto e disgustoso di sé, governato dalla paura segreta di essere sempre escluso dalle cose". Gleiberman ha espresso sorpresa per "il modo in cui Carrey ha reso l'ultima svolta dal cuore grande del Grinch, l'attore si avvicina di soppiatto al derviscio selvaggio. In qualsiasi modalità."
Peter Stack del San Francisco Chronicle ha detto: "Nessuno potrebbe interpretare il Grinch meglio di Jim Carrey, le cui buffonate gommose e il maniacale senso di malizia sono così adatti al film. Il Dr. Seuss stesso potrebbe essersi rivolto a Carrey come un modello per il classico burbero se l'attore fosse stato in giro nel 1957." Tuttavia, si è chiesto perché Carrey "si facesse sembrare Sean Connery" e ha avvertito che l'intensità del personaggio potrebbe spaventare i bambini piccoli. James Berardinelli di ReelViews ha scritto che la "performance off-the-wall di Carrey ricorda ciò che ha realizzato in The Mask, tranne per il fatto che qui non si lascia mai mettere in ombra dagli effetti speciali. Il Grinch di Carrey è una combinazione della creazione di Seuss e della personalità di Carrey, con una voce che suona molto più come una strana fusione di Sean Connery e Jim Backus (Bond incontra Magoo!) di quanto non faccia Karloff." Ha concluso che Carrey "porta l'animazione a l'azione dal vivo e, circondato da set fantastici e scintillanti ed effetti speciali realizzati al computer, Carrey consente alla versione di Ron Howard della storia classica di apparire più come un'impresa gradita che come un'inutile ripetizione."
Alcune recensioni erano più polarizzate. Stephanie Zacharek di Salon.com in una recensione generalmente negativa del film, ha scritto che "Carrey tira fuori un'ammirevole imitazione di una figura animata... Va bene come va il mimetismo, ma il mimetismo non è il miglior terreno di gioco per il genio dei fumetti. Non dovremo chiedere di più a un uomo che è molto probabilmente l'attore comico più dotato della sua generazione?" Ha concluso che, nonostante "alcune fantastiche improvvisazioni... le sue battute non sono altro che uno sforzo disperato di iniettare un po' di umorismo insolito in una storia altrimenti paralizzante, senza senso e semplicemente noiosa".
Todd McCarthy di Variety ha scritto: "Carrey prova tutti i tipi di intonazioni, toni vocali e stili di consegna, il suo atteggiamento duro ricorda a volte Cagney e le sue sibilanti S che ricordano Bogart. I suoi gesti buffi e le sue espressioni facciali colpiscono nel segno a volte, ma in altri momenti sembrano arbitrari e sparpagliati. Inoltre, le sue filippiche fluide, piene di allusioni e riferimenti universali, sono rivolte all'apprezzamento degli adulti e sembrano destinate a veleggiare proprio sopra le teste dei pre-adolescenti".

## Riconoscimenti
- 2001 – Premio Oscar
  - Miglior trucco a Rick Baker e Gail Rowell-Ryan
  - Nomination migliore scenografia a Merideth Boswell e Michael Corenblith
  - Nomination migliori costumi a Rita Ryack
- 2001 – Golden Globe
  - Nomination miglior attore in un film commedia o musicale a Jim Carrey
- 2001 – Premio BAFTA
  - Miglior trucco a Rick Baker, Gail Rowell-Ryan, Kazuhiro Tsuji, Toni G e Sylvia Nava
- 2001 – Empire Award
  - Nomination miglior attore a Jim Carrey
- 2001 – MTV Movie Award
  - Miglior cattivo a Jim Carrey
- 2000 – Razzie Awards
  - Nomination peggior sceneggiatura a Jeffrey Price e Peter S. Seaman
  - Nomination peggior remake o sequel
- 2001 – Satellite Award
  - Migliori costumi a Rita Ryack
  - Nomination Migliore scenografia a Merideth Boswell e Michael Corenblith
  - Nomination Migliori effetti visivi a Kevin Scott Mack, Matthew E. Butler, Bryan Grill e Allen Hall
- 2001 – Saturn Award
  - Miglior trucco a Rick Baker e Gail Rowell-Ryan
  - Miglior colonna sonora a James Horner
  - Nomination Miglior film fantasy
  - Nomination Migliore regia a Ron Howard
  - Nomination Miglior attore protagonista a Jim Carrey
  - Nomination Miglior attrice debuttante a Taylor Momsen
  - Nomination Migliori costumi a Rita Ryack e David Page
  - Nomination Migliori effetti speciali a Kevin Scott Mack, Matthew E. Butler, Bryan Grill e Allen Hall
- 2000 – Las Vegas Film Critics Society Award
  - Miglior film per la famiglia
  - Migliori costumi a Rita Ryack
- 2000 – Phoenix Film Critics Society Awards
  - Migliori costumi a Rita Ryack
  - Miglior trucco a Rick Baker
  - Nomination Miglior film per la famiglia
  - Nomination Migliori effetti speciali a Kevin Scott Mack
- 2001 – Young Artist Award
  - Miglior film commedia per la famiglia
  - Nomination Miglior attrice giovane 10 anni o meno a Taylor Momsen

- 2001 – ASCAP Award
  - Film al Top del Box Office a James Horner
- 2001 – Blockbuster Entertainment Awards
  - Miglior attore in un film commedia a Jim Carrey
  - Nomination Miglior attore non protagonista in un film commedia a Jeffrey Tambor
  - Nomination Miglior attrice non protagonista in un film commedia a Christine Baranski
  - Nomination Miglior attrice non protagonista in un film commedia a Molly Shannon
  - Nomination Miglior attrice debuttante a Taylor Momsen
- 2001 – Golden Trailer Awards
  - Nomination Miglior film d'animazione per la famiglia
- 2001 – Kids' Choice Award
  - Miglior film
  - Miglior attore a Jim Carrey
- 2001 – London Critics Circle Film Awards
  - Nomination Attore dell'anno a Jim Carrey
- 2001 – Teen Choice Awards
  - Miglior fischio a Jim Carrey
- 2001 – Art Directors Guild
  - Nomination Miglior scenografia in un film periodico o fantasy a Michael Corenblith, Dan Webster e Lauren E. Polizzi
- 2000 – Awards Circuit Community Awards
  - Miglior trucco
  - Nomination Miglior scenografia a Meredith Boswell e Michael Corenblith
- 2001 – Canadian Comedy Awards
  - Nomination Miglior performance maschile comica a Jim Carrey
- 2001 – Costume Designers Guild Award
  - Migliori costumi in un film fantasy a Rita Ryack
- 2001 – Hollywood Makeup Artist and Hair Stylist Guild Awards
  - Migliori effetti speciali a Rick Baker, Toni G e Kazuhiro Tsuji
  - Migliori acconciature a Gail Rowell-Ryan, Patricia Miller e Terry Baliel
- 2001 – Online Film & Television Association
  - Nomination Miglior canzone originale (You're a Mean One, Mr. Grinch) a Albert Hague, Dr. Seuss e Jim Carrey
  - Nomination Miglior scenografia a Michael Corenblith, Lauren E. Polizzi, Dan Webster e Merideth Boswell
  - Nomination Migliori costumi a Rita Ryack
  - Nomination Miglior trucco e acconciature a Rick Baker, Toni G, Sylvia Nava e Gail Rowell-Ryan e Kazuhiro Tsuji
- 2000 – Stinkers Bad Movie Awards
  - Nomination Peggior attrice non protagonista a Taylor Momsen
  - Nomination Peggiori acconciature a Taylor Momsen